# Cheikh Bedreddin
Cheikh Bedreddin (1359-1420) (turc ottoman: شیخ بدرالدین), nom complet Sheikh Bedreddin Mahmud Bin Israel Bin Abdulaziz est un mystique, érudit, théologien et révolutionnaire influent. 
Il est surtout connu pour son rôle dans une révolte de 1416 contre l'Empire ottoman, dans laquelle lui et ses disciples ont posé un sérieux défi à l'autorité du sultan Mehmed I et de l'état ottoman.

## Biographie

### Jeunesse
De nombreux détails sur les débuts de Bedreddin sont contestés, car une grande partie est le sujet de la légende et du folklore. Il est né en 1359 dans la ville de Simavna (Kyprinos), près d' Edirne . Son père était le ghazi de la ville et sa mère était la fille d'un commandant de forteresse byzantine. Notamment, Bedreddin était d'origine musulmane et chrétienne mixte, avec une mère chrétienne et un père musulman; cela a contribué à ses croyances religieuses syncrétiques plus tard dans la vie. Le chercheur turc Cemal Kafadar soutient que les racines ghazi de Bedreddin peuvent également avoir contribué à son engagement en faveur de la coexistence religieuse. Dans sa jeunesse, il était un kadi pour les guerriers ottomans sur les marches, ce qui lui a donné une vaste expérience de la jurisprudence, un domaine d'études dans lequel il deviendrait bien versé.
Bedreddin a été exposé à une variété de cultures différentes au cours de son éducation, voyageant loin de son lieu de naissance en Thrace. Il a étudié la théologie à Konya, puis au Caire, qui était la capitale du sultanat mamelouk . Après cela, il s'est rendu à Ardabil, dans ce qui est maintenant l'Azerbaïdjan iranien. Ardabil était sous le contrôle des Timurides et abritait l'ordre mystique safavide. Entouré de mystiques et très éloigné des normes religieuses de l'Empire ottoman, Bedreddin était dans un excellent endroit pour cultiver son idéologie religieuse non conventionnelle. Il y trouva un environnement favorable à ses croyances religieuses panthéistes, et en particulier à la doctrine de « l'unité d'être ». Cette doctrine condamnait les oppositions telles que celles de la religion et de la classe sociale comme une ingérence dans l'unité de Dieu et de l'individu, et une telle doctrine allait à l'encontre des efforts croissants des Ottomans pour établir l'islam sunnite comme religion d'état. En l'adoptant, Bedreddin s'est encore imposé comme un subversif.
Pendant l'Interrègne ottoman après la défaite du sultan Bayezid I par Tamerlan en 1402, Bedreddin a servi de kadiasker, ou juge militaire en chef, du prince ottoman Musa alors que Musa luttait avec ses frères pour le contrôle du sultanat ottoman. Avec la bey de la frontière Mihaloglu, il était l'un des principaux partisans du régime révolutionnaire de Musa. En tant que kadiasker, Bedreddin a gagné la faveur de nombreux ghazis des frontières en distribuant des timars parmi eux. Grâce à cela, il a aidé ces ghazis non rémunérés dans leur lutte contre la centralisation, une indication claire de son côté subversif.

### Révolte de 1416
Après la défaite de Musa par le sultan ottoman Mehmed I en 1413, Bedreddin fut exilé à Iznik et ses partisans furent dépossédés de leurs timars. Cependant, il décida rapidement de capitaliser sur le climat d'opposition à Mehmed I à la suite du désordre de l'interrègne encore frais. Quittant son exil à Iznik en 1415, Bedreddin se rendit à Sinop et de là traversa la mer Noire jusqu'à la Valachie. En 1416, il éleva le standard de la révolte contre l'état ottoman.
La plupart des révoltes qui ont suivi ont eu lieu dans les régions d' Izmir, Dobrudja et Saruhan. La majorité de ses partisans étaient des Turcomans. Le reste comprenait des ghazis de la frontière, des sipahis dépossédés, des étudiants medrese et des paysans chrétiens. La première de ces rébellions a été allumée à Karaburun, près d'Izmir. Là, Borkluje Mustafa, l'un des plus grands disciples de Bedreddin, a suscité une révolte populaire idéaliste en prêchant la propriété communautaire de la propriété et l'égalité des musulmans et des chrétiens. La plupart de ceux qui se sont révoltés étaient des nomades turcs, mais les partisans de Borkluje comprenaient également de nombreux chrétiens. Au total, environ 6 000 personnes se sont révoltées contre l'État ottoman à Karaburun. Torlak Kemal, un autre des partisans de Bedreddin, a mené une autre rébellion à Manisa, et Bedreddin lui-même était le chef d'une révolte à Dobrudja, dans le nord-est de la Bulgarie contemporaine. Le cœur de la révolte des Dobrudja se trouvait dans la région des « forêts sauvages » au sud du delta du Danube. Bedreddin trouva parmi beaucoup d'autres des disciples mécontents du sultan Mehmed; il est devenu une figure de proue pour ceux qui se sentaient privés de leurs droits par le sultan, y compris les seigneurs marcheurs mécontents et beaucoup de ceux qui avaient reçu des timars par Bedreddin comme kadiasker de Musa, qui avait été révoqué par Mehmed.
Ces soulèvements ont posé un sérieux défi à l'autorité de Mehmed Ier alors qu'il tentait de réunir l'Empire ottoman et de gouverner ses provinces des Balkans. Bien qu'elles aient toutes été finalement étouffées, la série de révoltes coordonnées provoquées par Bedreddin et ses disciples a été supprimée après seulement de grandes difficultés. La rébellion de Torlak Kemal à Manisa a été écrasée et il a été exécuté, avec des milliers de ses partisans. La rébellion de Borkluje a mené plus d'un combat que les autres, battant d'abord l'armée du gouverneur de Saruhan puis celle du gouverneur ottoman Ali Bey, avant d'être finalement écrasée par le vizir Bayezid Pacha. Selon l'historien grec Doukas, Bayezid a massacré sans condition pour assurer la défaite de la rébellion, et Borkluje a été exécuté avec deux mille de ses partisans. La rébellion Dobrudja de Cheikh Bedreddin fut de courte durée et prit fin lorsque Bedreddin fut appréhendé par les forces de Mehmed et emmené à Serres. Accusé de troubler l'ordre public en prêchant le syncrétisme religieux et la propriété collective des biens, il a été exécuté par pendaison sur le marché.

## Pensée et écrits
Cheikh Bedreddin était un écrivain prolifique et un érudit religieux, et un membre distingué de la hiérarchie religieuse islamique. Il est souvent considéré comme une voix talentueuse en sciences religieuses, en particulier pour ses réflexions sur la loi islamique. Pour ses travaux sur la jurisprudence, il est classé parmi les grands savants de la pensée islamique. D'un autre côté, beaucoup le condamnent comme hérétique pour ses idées radicales sur le syncrétisme religieux. Bedreddin préconisait de négliger la différence religieuse, argumentant contre le prosélytisme zélé en faveur d'une synthèse utopique des croyances. Cette interprétation latitudinaire de la religion était une partie importante de ce qui lui permit, ainsi qu'à ses disciples, de déclencher une révolte populaire de grande envergure en 1416, unifiant une base de soutien très hétérogène.
Les origines religieuses de Bedreddin étaient aussi mystiques. Sa forme de mysticisme a été grandement influencée par le travail d' Ibn al-'Arabi, et il est connu pour avoir écrit un commentaire du livre d'al- 'Arabi Fusus al-hikam (La Quintessence de la Sagesse). À travers ses écrits, il a développé sa propre forme de mysticisme. Son livre le plus important, Varidat, ou Divine Inspirations, était une compilation de ses discours qui reflétaient ses idées sur le mysticisme et la religion. Bedreddin était un moniste, croyant que la réalité est une manifestation de l'essence de Dieu, et que les mondes spirituel et physique étaient inséparables et nécessaires l'un à l'autre. Comme il l'écrit dans Varidat, il croyait que «ce monde et le suivant, dans leur intégralité, sont des fantasmes imaginaires; le ciel et l'enfer ne sont que les manifestations spirituelles, douces et amères, des actions bonnes et mauvaises».
Les croyances panthéistes de Bedreddin ont grandement influencé nombre de ses idées politiques et sociales, en particulier la doctrine de « l'unité d'être ». Cette doctrine condamne les oppositions qui, selon ses adhérents, entravent l'unité de l'individu avec Dieu, y compris les oppositions entre les religions et entre les privilégiés et les impuissants. Ce système de croyance se reflète dans les croyances de Bedreddin et de ses disciples, qui, entre autres, ont prêché que toutes les religions sont essentiellement les mêmes, ainsi que la propriété de la propriété devrait être communautaire. De telles idées ont beaucoup attiré ceux qui se sentaient marginalisés dans la société ottomane, et cette idéologie égalitaire a joué un rôle majeur dans l'inspiration de la révolte populaire en 1416.
Cheikh Bedreddin avait clairement des aspirations politiques ambitieuses lorsqu'il a commencé sa rébellion. Selon l'historien sunnite Idris de Bitlis du XVe siècle, Bedreddin se considérait comme le Mahdi, qui apporterait l'unité de Dieu dans le monde en distribuant ses terres parmi ses disciples. Bien que le récit d'Idris soit partiel, les ambitions de Bedreddin en tant que chef politique et religieux sont évidentes. Il est même allé jusqu'à prétendre qu'il descendait de la maison royale seldjoukide, sans aucun doute pour renforcer sa légitimité en tant que dirigeant potentiel. Il est plausible qu'il ait aspiré à gagner le sultanat.

## Impact
La révolte de 1416 a marqué un tournant dans la tolérance des non-musulmans par l'état ottoman. En écrasant la rébellion de manière agressive et en stigmatisant ceux qui se sont révoltés, l'État a condamné le mécontentement populaire comme illégitime et a défini davantage sa position d'opposition aux non-conformistes religieux. Après la révolte, la présence turco-musulmane dans les Balkans est devenue équivalente à une présence ottomane. La rébellion de Bedreddin a clairement montré aux hommes d'État ottomans que la dissidence religieuse pouvait constituer une menace sérieuse pour leur structure administrative, et dans les années qui ont suivi, Murad II, le successeur de Mehmed, a pris des mesures pour que l'islam soit davantage établi en tant que religion de l'état. Par exemple, Murad a élargi les janissaires à la suite de la révolte des Bedreddin pour augmenter la puissance militaire ottomane, mais aussi pour créer un flux constant de chrétiens convertis à l'islam. Cela démontre un changement clair dans la politique ottomane, qui s'éloigne de la tolérance des non-musulmans et se rapproche de celle de l'assimilation, une tendance qui se poursuivra dans les siècles à venir.
Les sectes des disciples de Bedreddin ont continué à survivre longtemps après sa mort. Ses enseignements sont restés influents et ses sectaires ont été considérés comme une menace jusqu'à la fin du XVIe siècle. Connu sous le nom de Simavnis ou Bedreddinlus, une secte de ses partisans à Dobrudja et Deliorman a continué à survivre pendant des centaines d'années après son exécution. Sans surprise, le gouvernement ottoman considérait ce groupe avec beaucoup de méfiance. Au XVIe siècle, ils étaient considérés comme identiques aux Kizilbash et persécutés avec eux. Certaines des doctrines de Bedreddin sont également devenues courantes parmi d'autres sectes mystiques. Une de ces sectes était le Bektashi, un ordre de derviche généralement associé aux janissaires.
Cheikh Bedreddin continue d'être connu en Turquie, en particulier parmi les socialistes, les communistes et autres gauchistes politiques. Au XXe siècle, il a été ramené sous les projecteurs par l'écrivain communiste turc Nazim Hikmet, qui a écrit L'épopée de Cheikh Bedreddin pour exprimer son opposition à la montée du fascisme dans les années 1930. Le travail de Hikmet a popularisé Bedreddin en tant que champion historique du socialisme et opposant à la tyrannie fasciste, et son nom est resté bien connu de ceux à gauche de l'échiquier politique. Ses os ont été exhumés en 1924, mais ses fidèles craignaient tellement une réaction contre la nouvelle signification politique de Bedreddin par le gouvernement turc qu'il ne fut enterré qu'en 1961. Il a finalement été mis au repos près du mausolée de Mahmud II, à Istanbul.

## Livres sur Sheikh Bedreddin en turc
- Şaban Er, Edirne-Simâvne Kâdîsı ve Emîri İsrâ'îl Oğlu Şeyh Bedreddîn Hakkında Son Söz, Kutupyıldızı Yayınları, Istanbul, Hazîran 2016 (Cildli 657 Sayfa, (ISBN 978-605-5291-65-5))
- Cemil Yener, Varidat, Istanbul : Elif Yayınları, 1970.
- Vecihi Timuroğlu, Şeyh Bedrettin Varidat Ankara, Türkiye Yazıları Yayınları, 1979
- İsmet Zeki Eyüboğlu, Şeyh Bedreddin Varidat, Derin Yayınları, 1980
- Cengiz Ketene, Varidat: Simavna Kadısıoğlu Şeyh Bedreddin Simavi, 823/1420, Cengiz Ketene, Ankara : Kültür Bakanlığı, 1990.
- Seyyid Muhammed Nur, Varidat şerhi. Simavna Kadısıoğlu Şeyh Bedreddin Simavi, 823/1420, Haz. Mahmut Sadettin Bilginer, H. Mustafa Varlı, Istanbul : Esma Yayınları, 1994

## Postérité (en français)
- Nâzım Hikmet, Simavna Kadısı Oğlu Şeyh Bedrettin Destanı (Épopée du cheikh Bedrettin, fils du cadi de Simavne) (1936), extraits dans le recueil Il neige dans la nuit (Gallimard, Poésie, 1999  (ISBN 2-07-032963-1))